# Mae Chan (district)

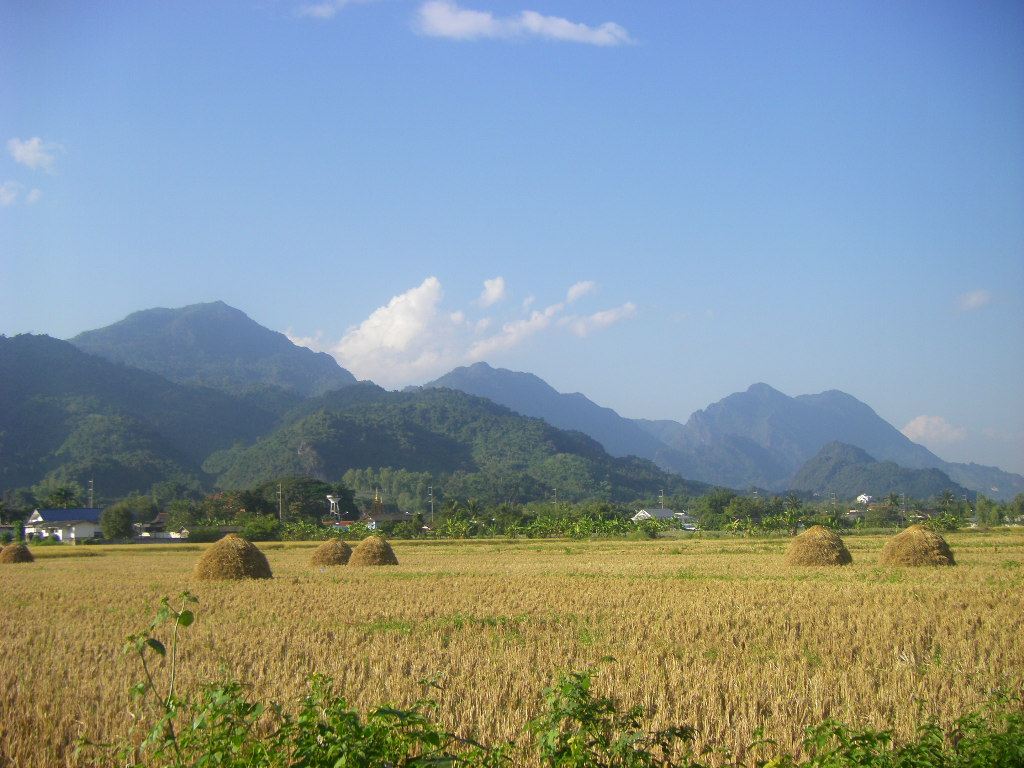
Doi Nang Non

Mae Chan (Thai: แม่จัน) is een amphoe (district) in het noorden van changwat Chiang Rai in Thailand. De hoogste berg van de amphoe is de Doi Nang Non (Thai voor berg van de slapende vrouw) met een hoogte van 830 meter.
Mae Chan was de opvolger van mueang Chiang Sean. De officiële hoofdstad van de mueang werd later onderdeel van amphoe Chiang Sean Luang. In 1939 werd de amphoe hernoemd tot Chiang Sean, waarna het weer werd hernoemd tot Mae Chan.
De amphoe telde in 2011 105.602 inwoners, waarvan 51.486 mannen en 53.596 vrouwen.
De amphoe bestaat uit elf tambons, die weer bestaan uit 138 mubans. In Amphoe Mae Chan zijn drie thesaban tambons.
| No. | naam            | Thai       | mubans | inwoners |  |
| --- | --------------- | ---------- | ------ | -------- |  |
| 1.  | Mae Chan        | แม่จัน       | 14     | 11.166   |  |
| 2.  | Chan Chwa       | จันจว้า      | 11     | 7233     |  |
| 3.  | Mae Kham        | แม่คำ       | 13     | 11.569   |  |
| 4.  | Pa Sang         | ป่าซาง      | 15     | 13.039   |  |
| 5.  | San Sai         | สันทราย     | 9      | 2419     |  |
| 6.  | Tha Khao Plueak | ท่าข้าวเปลือก | 14     | 7510     |  |
| 7.  | Pa Tueang       | ป่าตึง       | 22     | 22.139   |  |
| 8.  | Mae Rai         | แม่ไร่       | 8      | 8072     |  |
| 9.  | Si Kham         | ศรีค้ำ       | 10     | 6454     |  |
| 10. | Chan Chwa Tai   | จันจว้าใต้    | 12     | 8700     |  |
| 11. | Chom Sawan      | จอมสวรรค์   | 10     | 4285     |  |

| Aangrenzende districten | Aangrenzende districten | Aangrenzende districten | Aangrenzende districten | Aangrenzende districten |
| ----------------------- | ----------------------- | ----------------------- | ----------------------- | ----------------------- |
| Mae Fa Luang            |                         | Mae Sai                 |                         | Chiang Saen             |
|                         |                         |                         |                         |                         |
|                         | Doi Luang               |                         |                         |                         |
|                         |                         |                         |                         |                         |
|                         |                         | Mueang Chiang Rai       |                         |                         |